# ماجدالينا غونزاليس سانشيز
ماجدالينا غونزاليس سانشيز (بالإسبانية: Magdalena González Sanchez)‏ هي فيزيائية وباحثة مكسيكية، ولدت في 8 مايو 1974 في مدينة مكسيكو في المكسيك.